# Sebastian Karpiniuk
Sebastian Marek Karpiniuk (4. december 1972 – 10. april 2010) var en polsk politiker.
Han blev valgt ind i Sejm den 25. september 2005 med 9.767 stemmer, som kandidat for partiet Borgerplatformen.
Ved parlamentsvalget i 2007, endte han som nr. 2 på listen, og kvalificerede sig til Sejm med 25.827 stemmer (inklusiv 8169 i Kolobrzeg).
Han omkom under et flystyrt den 10. april 2010, sammen med bl.a. Polens præsident Lech Kaczyński.